# PVR
PVR (англ. Poliovirus receptor) — білок, який кодується однойменним геном, розташованим у людей на короткому плечі 19-ї хромосоми. Довжина поліпептидного ланцюга білка становить 417 амінокислот, а молекулярна маса — 45 303.
| 10         |  | 20         |  | 30         |  | 40         |  | 50         |
| ---------- |  | ---------- |  | ---------- |  | ---------- |  | ---------- |
| MARAMAAAWP |  | LLLVALLVLS |  | WPPPGTGDVV |  | VQAPTQVPGF |  | LGDSVTLPCY |
| LQVPNMEVTH |  | VSQLTWARHG |  | ESGSMAVFHQ |  | TQGPSYSESK |  | RLEFVAARLG |
| AELRNASLRM |  | FGLRVEDEGN |  | YTCLFVTFPQ |  | GSRSVDIWLR |  | VLAKPQNTAE |
| VQKVQLTGEP |  | VPMARCVSTG |  | GRPPAQITWH |  | SDLGGMPNTS |  | QVPGFLSGTV |
| TVTSLWILVP |  | SSQVDGKNVT |  | CKVEHESFEK |  | PQLLTVNLTV |  | YYPPEVSISG |
| YDNNWYLGQN |  | EATLTCDARS |  | NPEPTGYNWS |  | TTMGPLPPFA |  | VAQGAQLLIR |
| PVDKPINTTL |  | ICNVTNALGA |  | RQAELTVQVK |  | EGPPSEHSGI |  | SRNAIIFLVL |
| GILVFLILLG |  | IGIYFYWSKC |  | SREVLWHCHL |  | CPSSTEHASA |  | SANGHVSYSA |
| VSRENSSSQD |  | PQTEGTR    |  |            |  |            |  |            |

A: Аланін

C: Цистеїн

D: Аспарагінова кислота

E: Глутамінова кислота

F: Фенілаланін

G: Гліцин

H: Гістидин

I: Ізолейцин

K: Лізин

L: Лейцин

M: Метіонін

N: Аспарагін

P: Пролін

Q: Глутамін

R: Аргінін

S: Серин

T: Треонін

V: Валін

W: Триптофан

Кодований геном білок за функціями належить до рецепторів клітини-хазяїна для входу вірусу, рецепторів, фосфопротеїнів. 
Задіяний у таких біологічних процесах, як клітинна адгезія, взаємодія хазяїн-вірус, альтернативний сплайсинг. 
Локалізований у клітинній мембрані, мембрані.
Також секретований назовні.